# 条顿骑士团大团长
條頓騎士團大团长（德語：Hochmeister des Deutschen Ordens）是條頓騎士團最高職位的擔任者。相當於其他騎士團/軍事教團的大團長，非軍事的羅馬天主教教團的大會長。 德語Hochmeister，字面意思是“高級領袖”，僅用於指代條頓騎士團大團長，因為Großmeister（“大領袖”）在德語中用於指代其他騎士團的領導人。
条顿骑士团大团长的拉丁語完整頭銜原本為耶路撒冷聖母瑪利亞醫院阿勒曼尼人領袖（拉丁語：Magister Hospitalis Sanctae Mariae Alemannorum Hierosolymitani），自1216年以來改為耶路撒冷聖母瑪利亞醫院德意志人領袖（拉丁語：Magister Hospitalis Domus Sanctae Mariae Teutonicorum Hierosolymitani）。
大团长（Hochmeister）和德意志人領袖（德語：Deutschmeister，拉丁語：Magister Germaniae）的職位於1525年合併。 德意志人領袖的頭銜於1219年被引入，作為在神聖羅馬帝國內轄區的負責人，從1381年起在意大利的轄區也歸由其管理。1494年，德意志人領袖被升格為神聖羅馬帝國內的親王一級，但在1525年，德意志人領袖與大团长合併（此時的大團長為沃爾特·馮·克朗伯格（Walter von Cronberg），從那時起，該職位的負責人就獲得了高等及德意志人領袖（Hoch-und Deutschmeister）的頭銜。從1466年到1525年，條頓騎士團的大团长是波蘭王國的附庸。

## 歷任大團長

### 兄弟会时期（1190-98）
1. 1190 西布蘭德
2. 1190-1192 康拉德
3. 1192 格尔哈德
4. 1193/94 海因里希
5. 1195–1196 烏爾里希

### 军事教团时期（1198-1525）
1. 1198—1208 海因里希·沃爾波特·馮·巴森海姆
2. 1208 奧托·馮·科彭 Otto von Kerpen
3. 1208–1209 海因里希·馮·圖納
4. 1209–1239 赫爾曼·馮·薩爾扎。作為腓特烈二世的朋友和顧問，赫爾曼獲得了與教皇何諾三世的醫院騎士團和聖殿騎士團的舊軍事教團同等地位的認可。 1237年，他還主導了利沃尼亞寶劍騎士團併入條頓騎士團。
5. 1239–1240 康拉德·馮·圖林根
6. 1240–1244 格哈德·馮·馬爾伯格
7. 1244–1249 海因里希·馮·霍恩洛赫
8. 1249–1252 岡瑟·馮·維勒斯萊本 Gunther von Wüllersleben
9. 1252–1256 波波·馮·奧斯特納 Poppo von Osterna
10. 1256–1273 安諾·馮·桑格豪森 Anno von Sangershausen
11. 1273–1282 哈特曼·馮·赫爾德龍根 Hartmann von Heldrungen
12. 1282 或 1283 –1290 伯查德·馮·施萬登 Burchard von Schwanden
13. 1290–1297 康拉德·馮·費希特旺根。在阿卡淪陷後，康拉德將騎士團的總部搬到了威尼斯。
14. 1297–1303 戈特弗里德·馮·霍恩洛厄
15. 1303–1311 齊格弗里德·馮·費希特旺根。與他的前任戈特弗里德·馮·費希特旺根屬於同一家族。1309年，齊格弗里德將騎士團的總部遷至普魯士。
16. 1311–1324 卡爾·馮·特里爾
17. 1324–1330 維爾納·馮·奧瑟恩
18. 1331–1335 路德·馮·布倫瑞克
19. 1335–1341 迪特里希·馮·阿爾滕堡
20. 1342–1345 魯道夫·科尼希·馮·瓦佐 Ludolf König von Wattzau
21. 1345–1351 海因里希·杜塞默
22. 1351–1382 溫里希·馮·克尼普羅德
23. 1382–1390 康拉德·佐爾納·馮·羅滕斯坦 Konrad Zöllner von Rotenstein
24. 1391–1393 康拉德·馮·瓦倫羅德
25. 1393–1407 康拉德·馮·容金根
26. 1407–1410 烏爾里希·馮·容金根。他見證了條頓騎士團和波蘭-立陶宛之間的戰爭，指揮了第一次坦能堡戰役。此役條頓騎士團國的實力遭到毀滅性打擊，容金根也戰死軍中，從此條頓騎士團成為波立聯邦的附庸，直至16世紀。
27. 1410–1413 海因里希·馮·普勞恩
28. 1414–1422 邁克爾·庫希邁斯特·馮·斯騰伯格 Michael Küchmeister von Sternberg
29. 1422–1441 保羅·馮·拉斯多夫
30. 1441–1449 康拉德·馮·埃利希豪森
31. 1449 或 1450–1467 路德維希·馮·埃利希豪森
32. 1467–1470 海因里希·羅斯·馮·普勞恩
33. 1470–1477 海因里希·雷弗爾·馮·里希滕貝格 Heinrich Reffle von Richtenberg
34. 1477–1489 馬丁·特魯赫塞斯·馮·韋茨豪森 Martin Truchseß von Wetzhausen
35. 1489–1497 約翰·馮·蒂芬
36. 1497–1510 薩克森公爵腓特烈
37. 1510–1525 勃蘭登堡-安斯巴赫的阿爾布雷希特，聯統勃蘭登堡-普魯士，成為了霍亨索倫家族的第一位普魯士公爵。

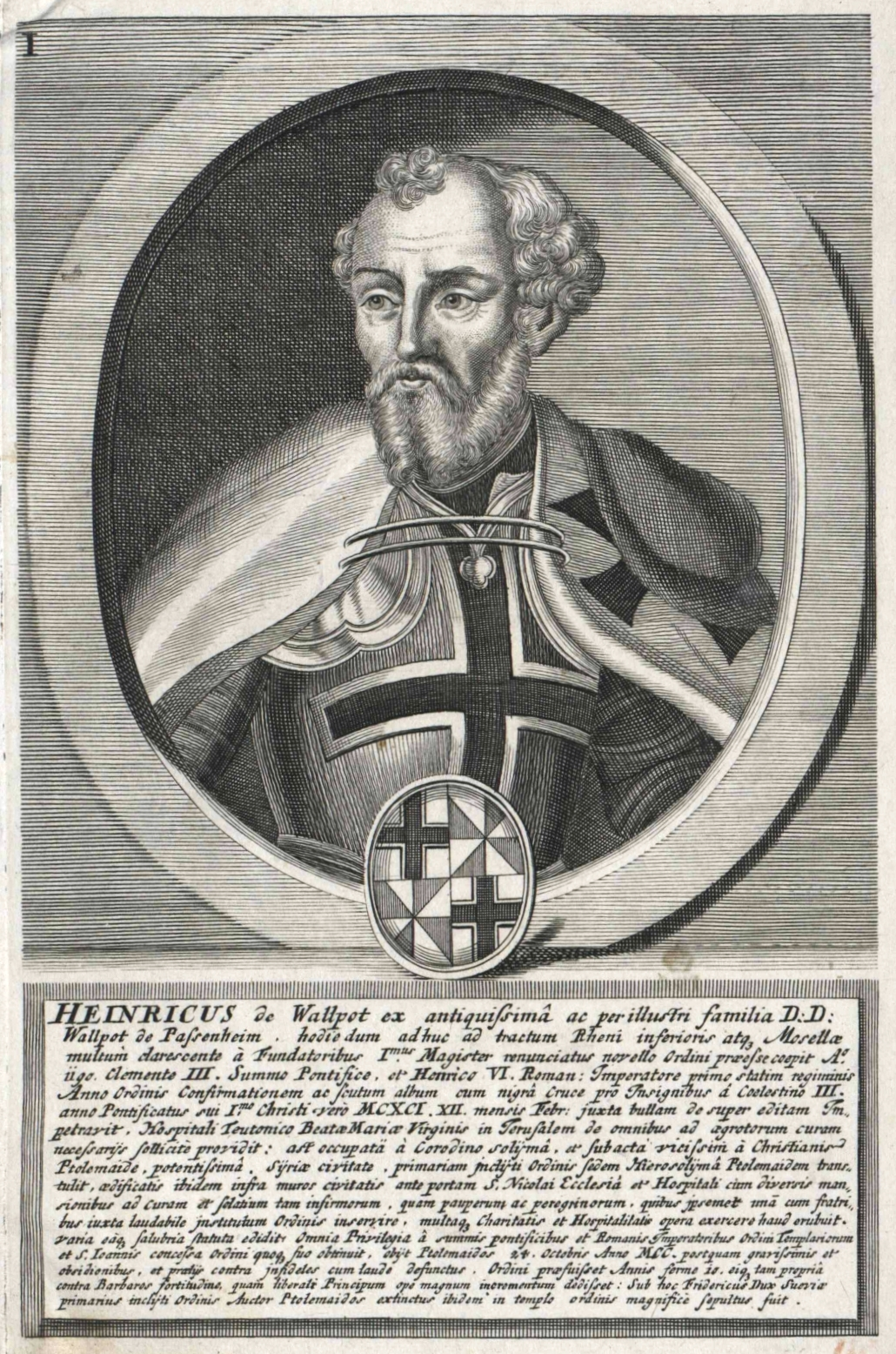
海因里希·沃爾波特·馮·巴森海姆
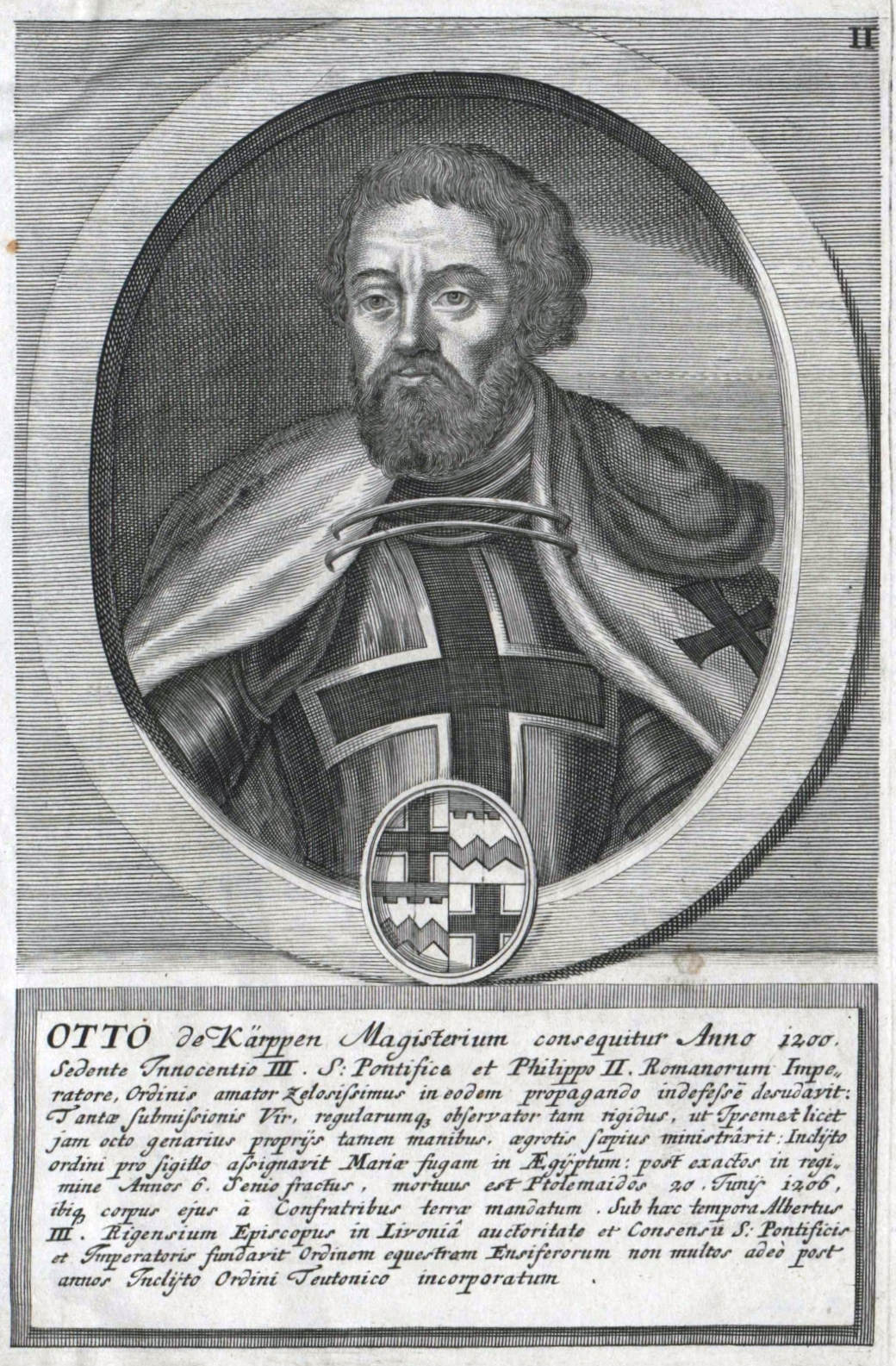
奧托·馮·科彭
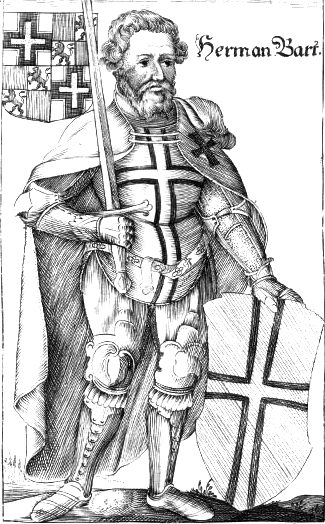
海因里希·馮·圖納
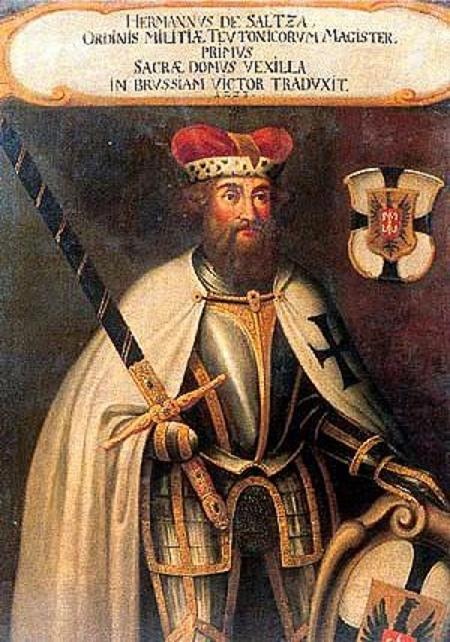
赫爾曼·馮·薩爾扎
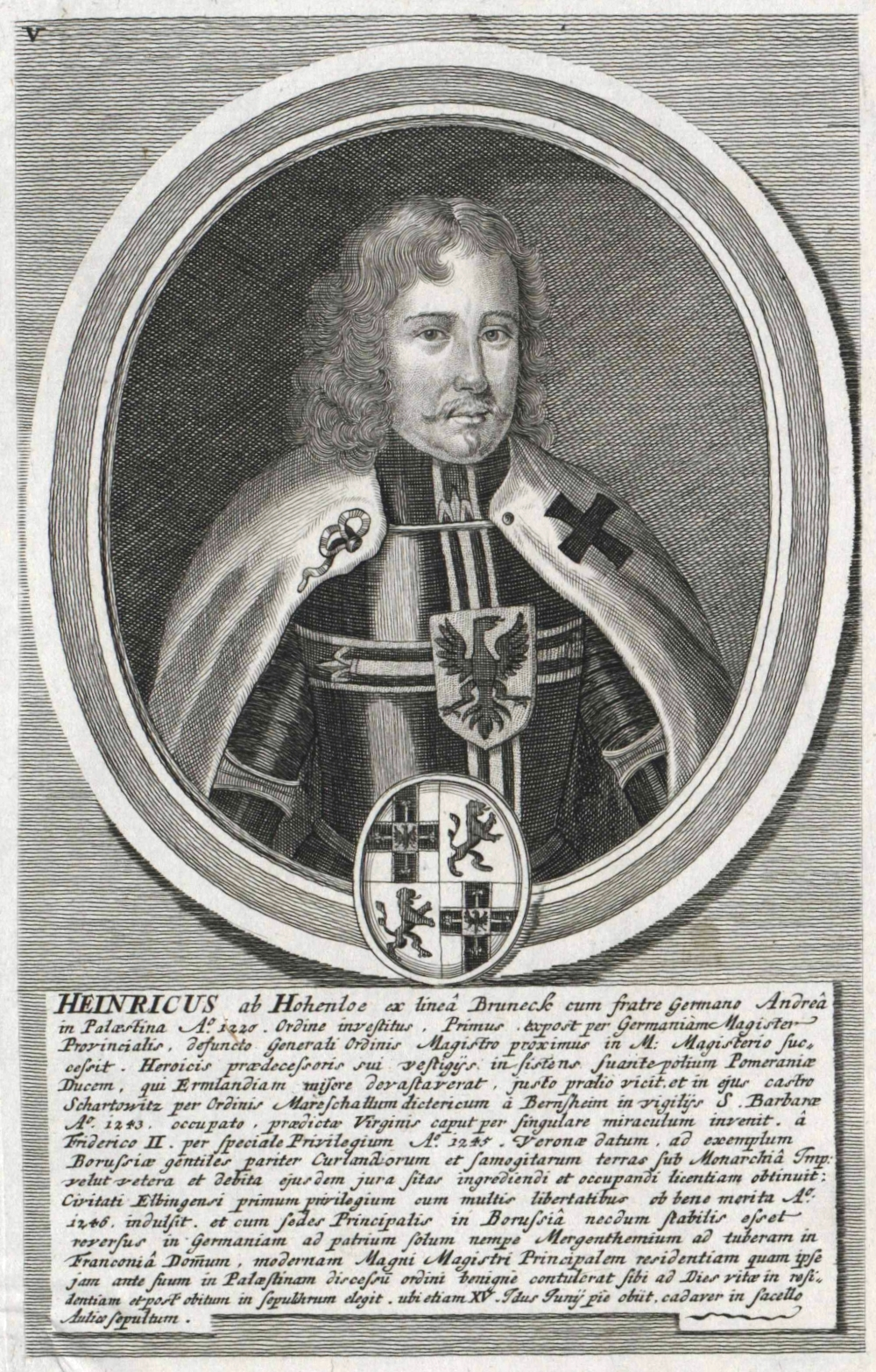
海因里希·馮·霍恩洛赫
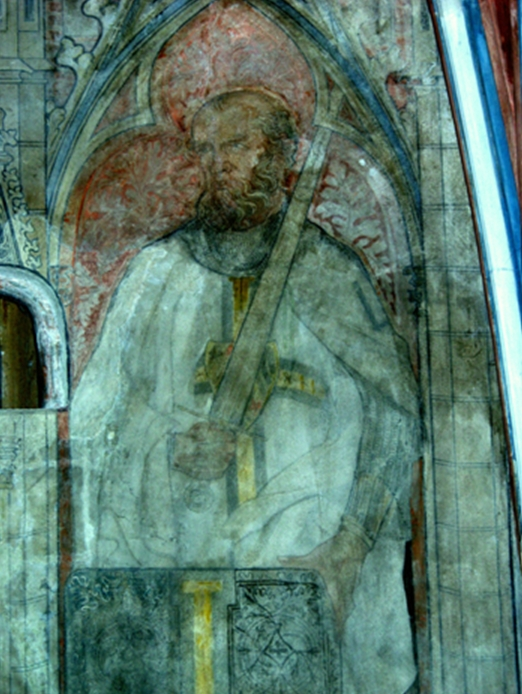
波波·馮·奧斯特納

### 改制之后（1527-1929）
在最後一位條頓騎士團團長勃蘭登堡-安斯巴赫的阿爾布雷希特於1525年改宗路德宗後，並在其宗主兼舅父波蘭國王齊格蒙特一世的同意下，根據《克拉科夫條約》將條頓騎士團國世俗化為普魯士公國，該變更於1525年在克拉科夫的「普魯士效忠」中完成，由此騎士團不再隸屬於教廷，而是成為了世俗化的國家。
條頓騎士團在自治的利沃尼亞（Livonian Terra Mariana）的指揮所（commanderies）也在1561年前後失去，該地區同樣皈依新教。不過騎士團仍保留在神聖羅馬帝國（德意志和義大利地區）的封地，即各個騎士團管區，自1219年以來便由德意志團長（Deutschmeister）管理。
由於騎士團勢力已限縮至德意志王國的領地，當時的團長瓦爾特·馮·克龍貝格（Walter von Cronberg）於1527年被神聖羅馬皇帝查理五世任命為大團長。行政總部亦遷往位於弗兰肯行政圈的梅根特海姆城堡（Mergentheim Castle）。自此「大團長暨德意志團長」（Hoch- und Deutschmeister）成為神聖羅馬帝國中的教會諸侯之一直至1806年神圣罗马帝国解体。
1. 1527-1543 克朗貝格的沃爾特
2. 1543–1566 沃爾夫岡·舒茨巴
3. 1566–1572 格奧爾格·洪德·馮·文克海姆
4. 1572–1590 海因里希·馮·博本豪森
5. 1590–1618 奧地利大公馬克西米利安三世
6. 1619-1624 布雷斯劳主教奧地利的卡尔
7. 1625–1627 威納赫的約翰·尤斯塔斯
8. 1627–1641 約翰·卡斯帕·馮·斯塔迪翁
9. 1641–1662 奧地利大公利奧波德·威廉
10. 1662-1664 奧地利大公卡尔·約瑟夫
11. 1664–1684 約翰·卡斯帕·馮·安普林根
12. 1685-1694 普法爾茨-诺伊堡的路德維希·安東
13. 1694-1732 普法爾茨-诺伊堡的弗朗茨·路德維希。普法爾茨-諾伊堡的弗朗茨·路德維希（Francis Louis）於1696年組建的帝國軍弗蘭肯「條頓團長」（Teutschmeister）團，在1769年被編制為第4步兵團，駐紮於維也納，自1814年起改組為下奧地利「大團長與德意志團長」團，該團在1938年被改制為德國國防軍第44步兵師（44. Infanterie-Division），現今則由奧地利聯邦軍第1獵兵營繼承並延續。
14. 1732-1761 巴伐利亞的克萊門斯·奧古斯特亲王
15. 1761-1780 洛林的卡尔·亞歷山大亲王
16. 1780-1801 奧地利大公馬克西米利安·弗朗茨
17. 1801-1804 泰申公爵卡尔
18. 1804–1835 奧地利大公安東維克多（職位繼承給奧地利皇室）
19. 1835–1863 奧地利埃斯特大公馬克西米利安
20. 1863–1894 奧地利大公威廉·弗朗茨
21. 1894–1923 奧地利的歐根大公（世襲身份結束）
22. 1923–1929 诺伯特·克莱因（布爾諾主教，1916-1926年）

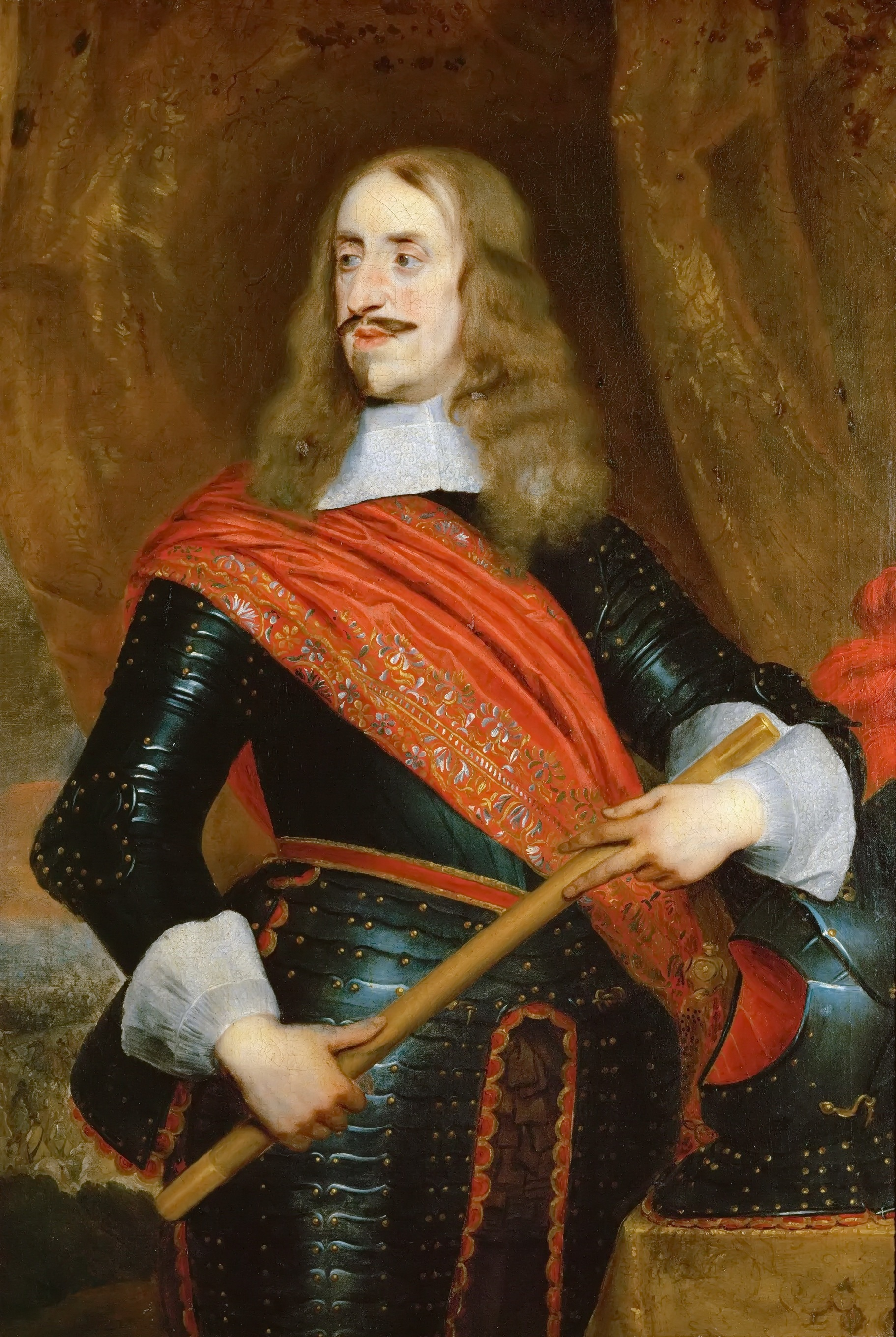
奧地利大公利奧波德·威廉
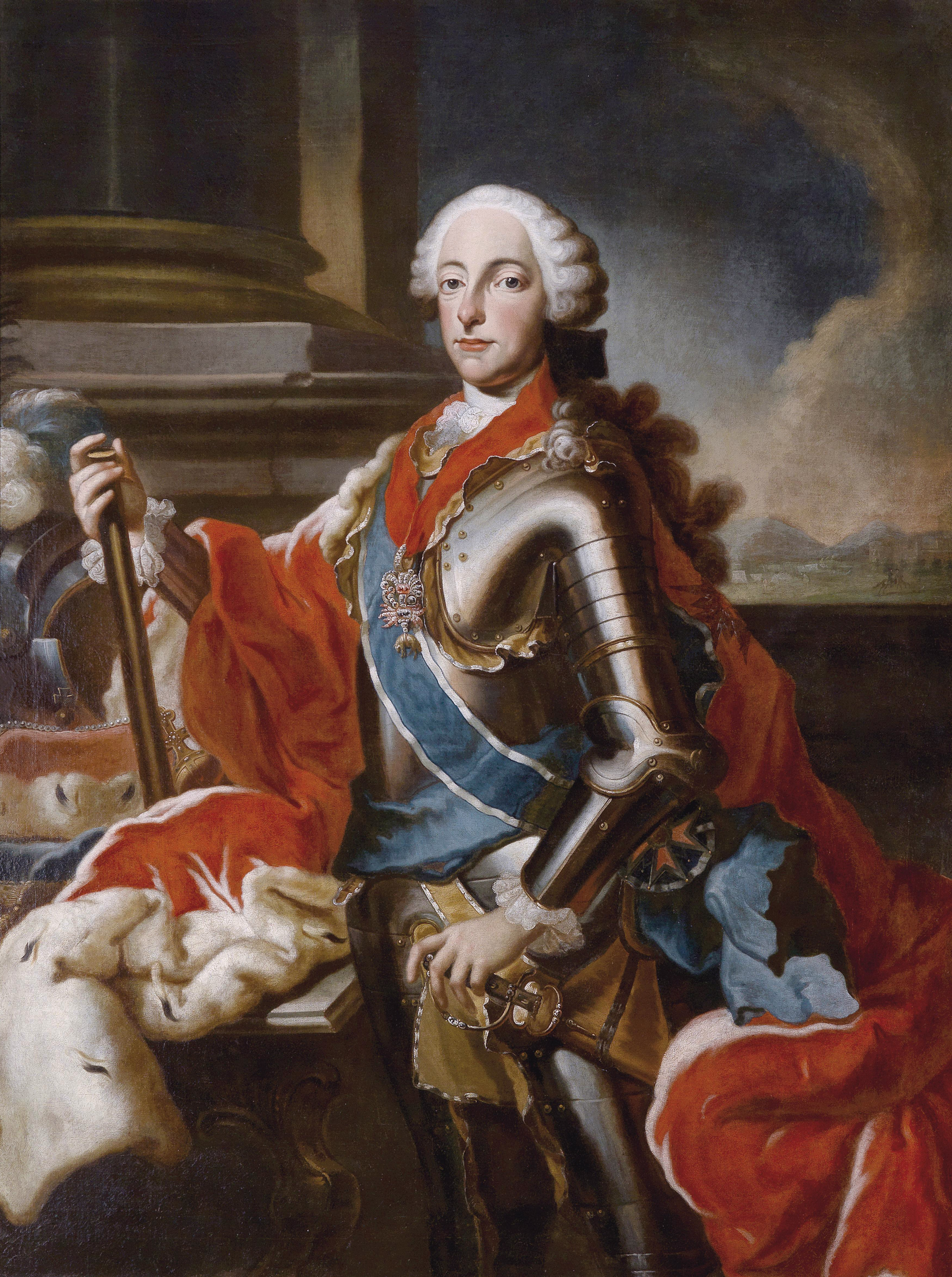
奧地利大公馬克西米利安三世
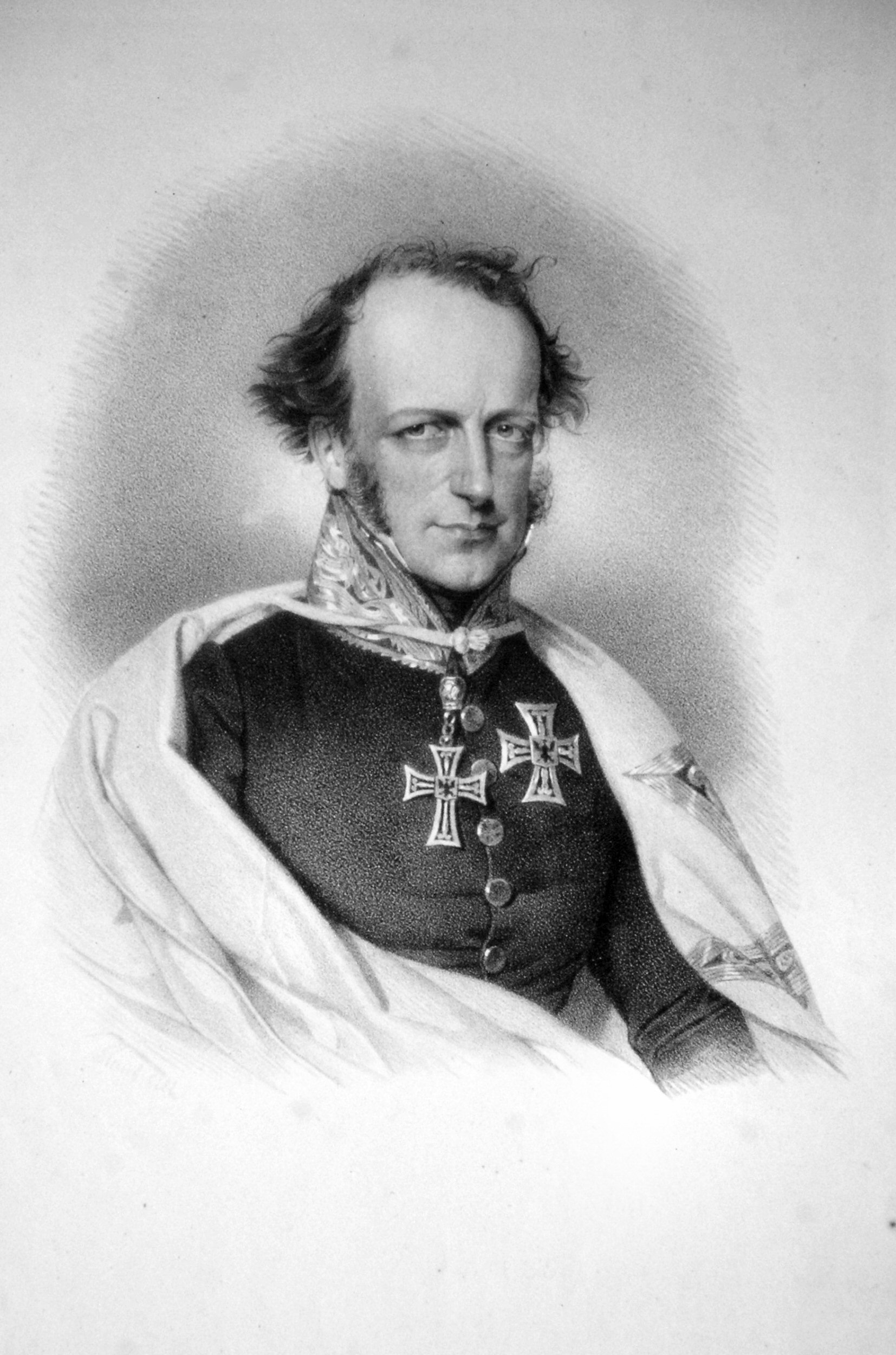
奧地利大公安東維克多
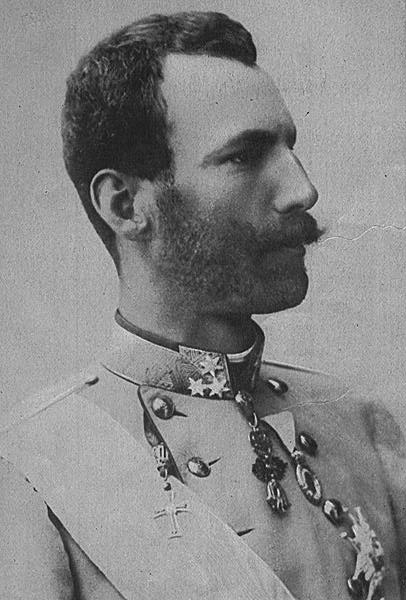
奧地利的歐根大公
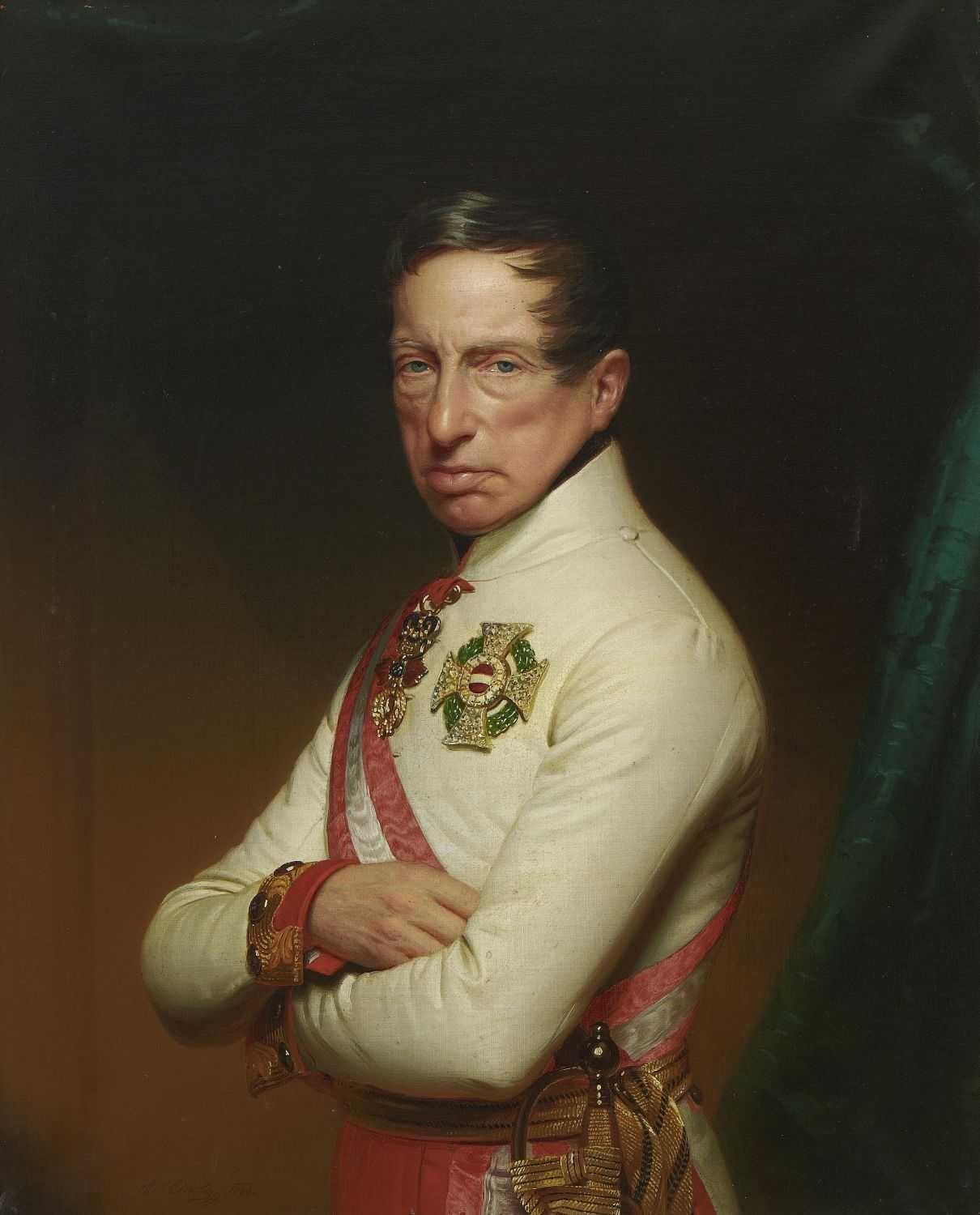
泰申公爵卡尔

### 现代（1929-至今）
1929年在布爾諾主教诺伯特·克莱因任上，騎士團被改制為隸屬於天主教的宗教修會，1933年克莱因去世後，由其姪子保羅·海德繼承大團長之位。
1. 1929-1933：諾伯特·克萊因
2. 1933–1936：保羅·海德
3. 1936–1948：羅伯特·沙爾茨基
4. 1948–1970：瑪麗安·塔姆勒
5. 1970–1988: 伊德豐斯·保勒
6. 1988–2000：阿諾德·維蘭德
7. 2000–2018：布魯諾·普雷特
8. 2018年至今：弗蘭克·貝亞德